# 員林 (苗栗縣)
員林，是臺灣苗栗縣南庄鄉的一個傳統地域名稱，位於該鄉西北部。相較於今日行政區，其範圍大致包括員林村不含南部凸出部分、南富村西南部凸出部分。

## 歷史
台灣清治末期至日治初期，員林地區為一街庄，稱為「員林庄」，隸屬於竹南一堡。該庄昔日北隔中港溪與三灣庄、北埔庄為界，東與大南埔庄、四灣庄為鄰，南邊及西南邊為大河底庄，西邊為下林坪庄。
1901年（日治明治三十四年）11月，全台廢縣廳改設二十廳，該庄隸屬於新竹廳。1909年（明治四十二年）10月，合併二十廳為十二廳，該庄隸屬不變。1920年（大正九年），廢十二廳改設五州二廳，該庄改制為「員林」大字，隸屬於新竹州竹南郡南庄。
戰後南庄與竹南郡蕃地合併改制為南鄉，隸屬於新竹縣，大字亦改制為村。不久再改名為南庄鄉。1950年桃、竹、苗分治，南庄鄉改隸屬於苗栗縣。

## 聚落
本地區發展較早的聚落有屯營、山塘尾、大南埔，在日治期初期的官方地圖上已有記載。此外，本地區尚有水瓏、下員林、北營、小南埔、盪鈀山、坡塘尾、十二股等聚落。

## 交通
省道台3線俗稱「內山公路」，是臺北至屏東的幹道，大致以縱向蜿蜒經過員林地區西北部。由該道路向北可前往三灣市區、珊珠湖、峨眉、北埔、竹東下公館等地等地；向南可前往獅潭、汶水、大湖、卓蘭等地。
鄉道苗20線又稱「員林獅頭山道」，是下員林至獅頭山的道路，其西側端點位於本地區西北部下員林舊省道路口。由此向東南經省道台3線後轉東，經小南埔至邊界處繞過南埔國小南側後，轉東可前往南富、四灣、水龍，過田美大橋後至縣道124號路口轉北與其共線約150公尺後轉東獨行後，轉東北東再轉西北西可前往獅頭山勸化堂停車場南側並止於獅頭山山門下。